# Смольненский
Смольненский — упразднённый посёлок Устьинского сельсовета Ломоносовского района Ленинградской области. С 1974 года микрорайон города Сосновый Бор.

## География
Находится в 3 км от побережья Копорской губы Финского залива, вблизи карьера Смольненский.

## История
12 ноября 1974 года Решением Исполкома Ленинградского областного Совета депутатов трудящихся №-430 «О некоторых изменениях административно-территориального деления Ломоносовского района и города Сосновый Бор» сельские населённые пункты упразднённого Устьинского Сельского совета: Керново, Ракопежи, Устье, Ручьи, пос. Смольненский включены в черту города Сосновый Бор как фактически слившиеся с ним.

## Инфраструктура
Индивидуальная застройка усадебного типа.

## Транспорт
Остановка общественного транспорта «Смольненский».